# Anemia vestita
Anemia vestita är en ormbunkeart som först beskrevs av Bak., och fick sitt nu gällande namn av Maarten J.M. Christenhusz. Anemia vestita ingår i släktet Anemia och familjen Anemiaceae. Inga underarter finns listade.